# Блоха Опанас Семенович
Блоха (Блохин) Опанас Семенович (*1885 м. Бориспіль, Переяславського повіту, Полтавської губернії — †3.03.1921 м. Харків) — діяч робітничого, профспілкового та кооперативного руху, член Київського губернського комітету УСДРП, член виконкому Київської ради робітничих і солдатських депутатів в 1917-19 рр, депутат Трудового конгресу України, член комісій Трудового конгресу при уряді УНР в 1919 р., фігурант «Справи членів ЦК УПСР» (Блохин — партійний псевдонім Опанаса).

## Життєпис
Походив з бідної селянської багатодітної родини, яка з 1890 року проживає в Києві. Рано залишився без батька, очевидно з дитинства хворів на складну форму ревматизму. В 1895 році знайомиться з О. Купріним та його друзями-студентами, які допомагають йому в його самоосвіті. Приблизно з цього часу починає своє самостійне робітниче життя на металообробному заводі. Підлітком бере активну участь в роботі соціалістичних гуртків, зокрема тісно співпрацює з місцевими осередками соціал-демократичних робітничих організацій.
1905 року Опанаса заарештовують «за належність до С. Д. партії та за збройний виступ з барикад проти козаків». Протягом двох років і чотирьох з половиною місяців він був в'язнем Київської губернської тюрми, через яку за цей час перейшли, за його свідченнями, Винниченко, Петлюра, Єфремов, Короленко, Гінзбург, Наумов (Науменко ?), Троцький, Каменєв, Пілсудський. Найняті РСДРП адвокати домагаються його звільнення в 1907 році. Не маючи змоги влаштуватися на роботу в Києві, він з рекомендаціями однопартійців виїздить до Москви, де працює в новоствореному Московському Союзі споживчих товариств. За час свого побиту в Москві відвідує Народний університет Шанявського, прослуховує там курси лекцій з кооперації, товарознавства.
30 січня 1909 року Опанас Семенович вінчається в Благовіщенській церкві міста Путивля Курської губернії з селянкою Надією Іванівною Василенковою, не пізніше 1910 року в молодого подружжя народжується син. В 1911 році Блоха з родиною перебирається до Києва, де стає до роботи в щойно відкритій Київській філії Московського Союзу споживчих товариств.
В одному з допитів О, Блоха свідчить, що в Українську соціал-демократичну робітничу партію він вступив «між 1909-10 роками».
На початку 1916 року при повторному медичному огляді «білобілетчиків» Опанаса Блоху зараховують в 183 піхотний полк в Нижньому Новгороді, де йому довелося брати участь в придушенні «робітничо-селянських бунтів у місті Сормово». У вересні того ж року його звільняють з армійської служби через хворобу — «викривлення стіп та хруст у кістках». Після повернення в Київ до лютневої революції 1917 року працював в кооперативних товариствах працівників Південно-західної залізниці та в Київській філії Московського Союзу споживчих товариств.
Після лютневої революції Блоха був членом Київської ради робітничих депутатів, членом її виконавчого комітету, головою Київської профспілки «працюючих на залізниці носіїв, вагарів, касирів, конторників, чорноробочих». Він учасник Всеукраїнського з'їзду робітничих депутатів (11-14.07.1917), на ньому (за його ж свідченнями) був обраний до Всеукраїнської Ради робітничих депутатів, яку в повному складі кооптовано до УЦР. Серед ста членів від Всеукраїнської Ради робітничих депутатів у персональному складі УЦР, затвердженому мандатною комісією шостих загальних зборів 8 серпня 1917 р., Опанас Блоха відсутній.
Блоха залишається в Києві, коли 26 січня 1918 року місто займають більшовицькі війська під командуванням Муравйова. Його опис першого трьохтижневого хазяйнування більшовиків в українській столиці зі сорока сторінкової автобіографії, написаній за завданням і планом слідчого С. Дукельского 31 серпня 1920 року, привернув увагу чекістів. З цього фрагменту вони зробили машинописну копію. Тут свідок Блоха своєрідно і яскраво змальовує безчинства більшовицького війська підчас першої окупації міста.
В березні-квітні 1918 року О. Блоха виїздив з Києва у відрядження до Вінниці-Проскурова, повернувся він у Київ вже після гетьманського перевороту.
В часи Української Держави гетьмана Скоропадського Опанас Блоха був заарештований за протигетьманську агітацію, зокрема серед німецьких солдат, та присуджений до висилки в німецький концентраційний табір. Під арештом пробув місяць, але дякуючи заступництву міністрів гетьманського уряду Дорошенка, Вагнера та профспілки залізничників, звільнений. Продовжував нелегальну профспілкову роботу.
З приходом до влади Директорії Опанас очолив Київський професійний союз, від якого в січні 1919 р. був делегований на Київський губернський з'їзд робітників. Робітничий з'їзд Київщини обрав О. Блоху до складу своєї делегації на Всеукраїнський Трудовий конгрес, він брав участь в роботі конгресу. Перед евакуацією з Києва Директорії та уряду УНР в кінці січня 1919 року О. Блоха був уведений до контрольних комісій Трудового конгресу при уряді УНР. В складі їх перед другою окупацією Києва більшовиками він евакуюється до Вінниці.
У Вінниці Опанас бере участь в урядових та партійних нарадах з питань політичного становища, результатів переговорів з більшовиками (місія Мазуренка), ставлення до Антанти, відставки Винниченка з посади голови Директорії, виходу Петлюри з УСДРП, формування уряду Сергія Остапенка. В згаданій автобіографії яскраво описує парад вінницького гарнізону в кінці лютого 1919 року.
З Вінниці Блоха через Жмеринку, Шепетівку виїздить до Гусятина, найімовірніше після Великодня 1919 року переїздить до Рівного, де на той час перебував новий уряд УНР на чолі з Борисом Мартосом. Описує в автобіографії святкування 1-го Травня у Рівному.
В червні 1919 через Радзивілів-Броди-Красне-Золочів Опанас Семенович перебирається до Тернополя.
В зв'язку з відступом більшовиків під тиском повстанського руху з Подільської та частково з Волинської губернії перебирається до Кам'янця Подільського. В Кам'янці Блоха разом з іншими складає з себе повноваження делегата Трудового конгресу та члена його комісій при уряді УНР «до повернення в Київ і обновлення мандатів». В Кам'янці до листопада 1919 року працює в місцевих профспілках і кооперативах.
Він залишається в зайнятому поляками Кам'янці Подільському, був інтернований до концентраційного табору в Ланцуті. В січні 1920 року заходами українського уряду, «за сприяння польської лівиці» його звільняють з табору. Блоха переїздить до Варшави, де живе при українському посольстві.
На початку лютого 1920 року Опанас Семенович «з двома товаришами по партії» виїздить до Берліна, як кур'єр, з листами до М. Порша та В. Винниченка. Останнього у Берліні не застав. В Берліні Блоха пробув біля трьох тижнів. М. Порш знайомить Опанаса з Каутським та Адлером. В згаданій автобіографії Блоха переповідає свою досить довгу бесіду з Каутським. З листами до Мазепи і Феденка Блоха повертається до Варшави. Згодом він виїздить до Кам'янця Подільського, де перебуває до середини травня 1920 р., працюючи у господарському кооперативі.
З захопленням Києва польсько-українськими військами Блоха від'їздить до столиці, куди прибув 1 червня 1920 року.
12 червня на світанку Київ вчетверте переходить до рук більшовиків. А 17 червня 1920 року в квартирі 8, будинку № 15 на Безаківській вулиці, де живе Блоха з дружиною та 10-річним сином, Опанаса заарештовують чекісти. Протокол обшуку констатує: «при обшуку нічого не виявилось».
Після кількох допитів виноситься рішення про етапування арештованого в Харків до Особливого відділу Південно-західного фронту. Тут 29 липня Блоху допитує слідчий «Особотдела Юг-запфронта» А. Розенштейн. Текст протоколу цього допиту разом із згаданою раніше автобіографією, яка написана 31 серпня 1920 р., досить повно і яскраво окреслює психологічний портрет Опанаса Блохи, як щирої та досить наївної людини.
І саме в ці дні, 31 серпня та 2 вересня, слідчі двічі допитують співкамерника О. Блохи (ймовірно, спеціально підсадженого до нього) Г. Самійленка. Останній свідчить, що Опанас серед арештованих гудить більшовиків і вихваляє Петлюру.
11 вересня Блоху допитує Іван Бірюков (справжнє прізвище Бойко О. О., завербований чекістами співробітник з оточення члена Директорії А. Макаренка), протокол допиту складається 43 запитань-відповідей. Бірюков або не фіксує в протоколі зухвальств Блохи, або той більше майже не зухвалить. Слідчий цупко тримає в своїх руках ініціативу, насідає на арештанта, методично випитує в нього «компромат» на політику і діячів УНР, деталі подій в періоди гострого протистояння УНР та більшовиків (зокрема періоди кінця 1917 — початку 1918, кінця 1918 — початку 1919 років).
Саме з серпня 1920 р. органи ЧК в Україні починають реально формувати «Справу членів уряду УНР та членів ЦК УПСР і УСДРП» (вона пішла до суду, який, відбувся 22-29 травня 1921 року в будинку київського Купецького зібрання (нині Київська філармонія), як "Справа членів ЦК Української партії соціалістів-революціонерів"). До цієї справи долучають і О. Блоху.
Спалах слідчої активності простежується в кінці грудня 1920 року. В час між католицьким та православним Різдвом від 26 грудня 1920 до 7 січня 1921 року слідчі Дукельський та Бірюков виконують велику серію повторних допитів всіх ув'язнених, часто допитуючи одного й того самого по кілька разів. Найбільше зусиль приділяють вони Опанасові. Протягом двох діб (26-27 грудня) вони укладаються п'ять протоколів повторних допитів Блохи (перший від 26.12 підписаний Бірюковим, решта від 27.12 — Дукельським). Жоден з інших підслідних не допитувався так методично та інтенсивно. Ці п'ять протоколів фіксують 127 запитань-відповідей. Тієї розкутості, яка характерна для написаного та підписаного Блохою до вересня 1920 року, в цих протоколах майже нічого не залишається. Часто на розгорнуті, описового характеру запитання з кількох складних речень, які по суті містять у собі сформульовані відповіді, слідчими фіксуються лише знесилене Опанасове: «Так, визнаю, засуджую».
У «Висновках у справі членів уряду УНР і Центральних комітетів Українських партій соціалістів-революціонерів і соціал-демократів», датованих 20 січня 1921 р., слідчі свої тези про «розкольницьку, зрадницьку, злочину діяльність» українських діячів рясно оснащують, як правило голослівними, посиланнями на покази підслідних. І чи не найчастіші у «Висновках» посилання на свідчення Блохи. Витрачені на допити зусилля мусять мати віддачу.
Завершуються «Висновки» пропозицією покарання 76 осіб, з яких лише одинадцять на дату підписання документу були під арештом. До всіх пропоновано застосувати «вищу міру», лише останній у спискові арештований Опанас Блоха амністувався «ввиду его чистосердечного раскаяния». Жодного окремого документу. що свідчив би про «покаяння», у справі Блохи не підшито. На підставі досі вивчених матеріалів не має змоги однозначно з'ясувати ту інтригу, яку планувало розіграти слідство довкола Блохи.
Наступний активний етап провадження слідства настає на початку березня. Тоді у відповідь на скарги арештованих на зволікання зі слідством і судом, серію допитів підслідним влаштовує Верховна слідча комісія ЦВК Рад України. Але саме у ці перші дні весни Опанас Блоха помирає в 35 Совєтській лікарні Харкова, куди його тяжкохворого було переведено з тюрми 16 лютого. В акті про смерть сказано, що хворий помер від паралічу серця та що ознак насильницької смерті не виявлено.